# SMS Kurfürst Friedrich Wilhelm
O SMS Kurfürst Friedrich Wilhelm foi um couraçado pré-dreadnought operado pela Marinha Imperial Alemã e a segunda embarcação da Classe Brandenburg, depois do SMS Brandenburg e seguido pelo SMS Weissenburg e SMS Wörth. Sua construção começou em março de 1890 no Estaleiro Imperial de Wilhelmshaven e foi lançado ao mar em junho do ano seguinte, sendo comissionado na frota alemã em abril de 1894. Era armado com uma bateria principal composta por seis canhões de 283 milímetros montados em três torres de artilharia duplas, tinha um deslocamento carregado de mais de dez mil toneladas e alcançava uma velocidade máxima de mais de dezesseis nós (trinta quilômetros por hora).
O Kurfürst Friedrich Wilhelm serviu de capitânia da frota alemã durante seus primeiros seis anos de serviço. Esses anos transcorreram tranquilamente por conta da natureza relativamente pacífica da Alemanha no período, consequentemente suas principais atividades consistiram em exercícios de treinamento e viagens diplomáticas para portos estrangeiros. Sua única grande ação em serviço alemão foi entre 1900 e 1901, quando foi enviado para a China junto com seus três irmãos para subjugar o Levante dos Boxers. Voltou para casa e retomou sua rotina de exercícios, também passando por uma modernização entre 1904 e 1905 que modificou suas armas e capacidade de armazenamento de combustível.
O couraçado foi vendido em setembro de 1910 para o Império Otomano e renomeado para Barbaros Hayreddin. Teve uma participação ativa durante as Guerras dos Balcãs, principalmente proporcionando suporte de artilharia para forças terrestres na Trácia. Também esteve presente em dois confrontos navais contra a Marinha Real Helênica: a Batalha de Elli em dezembro de 1912 e a Batalha de Lemnos no mês seguinte. Ambas foram derrotas para os otomanos. A condição física do navio foi se deteriorando e ele foi parcialmente desarmado no início da Primeira Guerra Mundial em 1914. O Barbaros Hayreddin foi torpedeado pelo submarino britânico HMS E11 em 8 de agosto de 1915 e afundou.

## Características

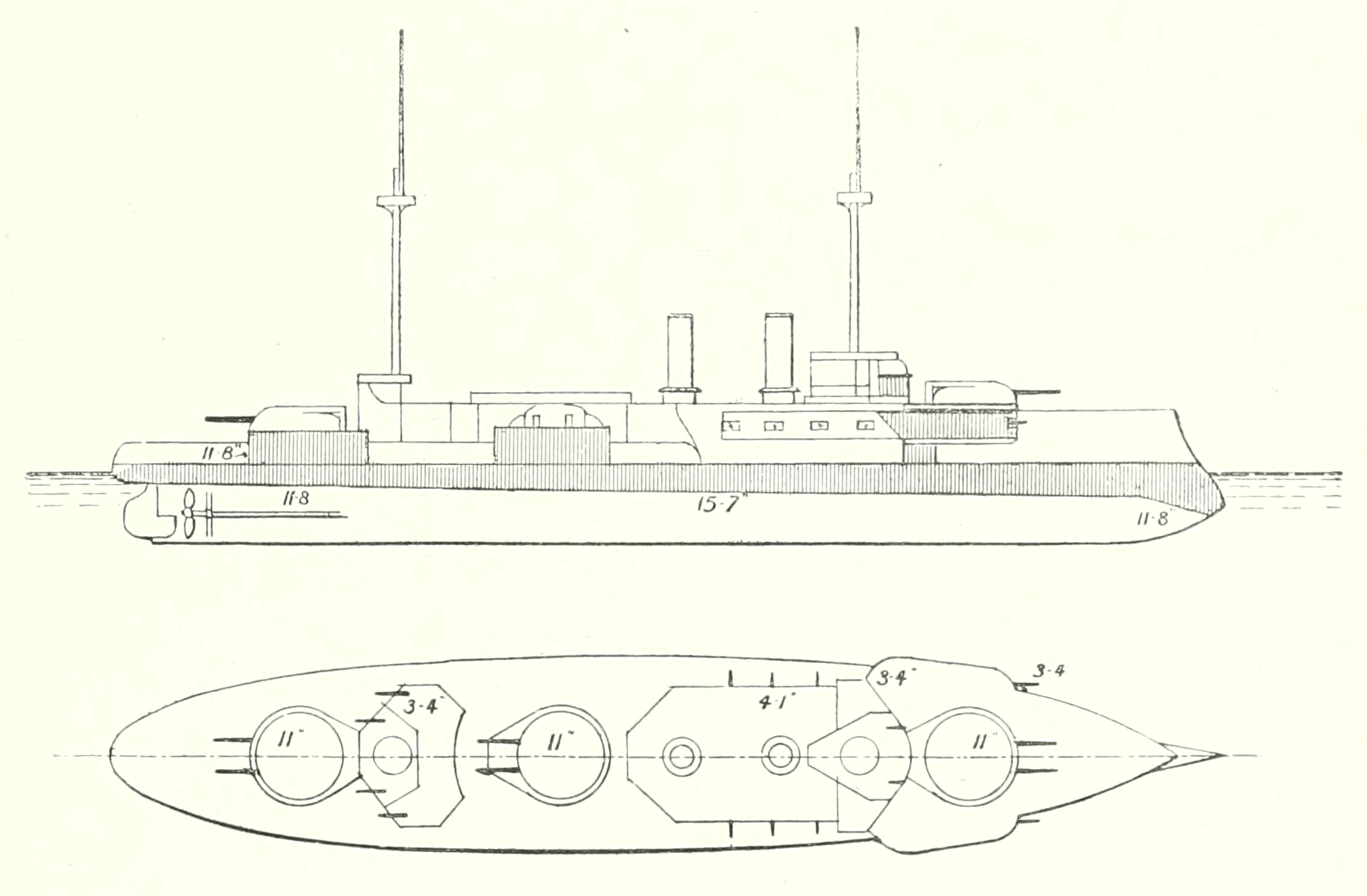
Desenho da Classe Brandenburg

A Classe Brandenburg foi a primeira de couraçados pré-dreadnought da Marinha Imperial Alemã. A frota alemã era orientada para defesa litorânea até a ascensão do imperador Guilherme II em junho de 1888. Guilherme tinha grande interesse em questões navais e em agosto colocou o vice-almirante Alexander von Monts no comando do Escritório Imperial Naval, ordenando que ele construísse quatro couraçados. Monts também defendia uma estratégia de defesa litorânea e encomendou navios de dez mil toneladas.  Foram os primeiros couraçados modernos da Alemanha, mas seu projeto refletia a confusão estratégica e tática da década de 1880 causada pelo conceito da Jeune École.
O Kurfürst Friedrich Wilhelm tinha 115,7 metros de comprimento de fora a fora, uma boca de 19,5 metros que podia aumentar até 19,74 metros com a adição de redes antitorpedo e um calado de 7,6 metros à vante e 7,9 metros à ré. Seu deslocamento normal era de 10 013 toneladas e o deslocamento carregado de 10 670 toneladas. Seu sistema de propulsão consistia em doze caldeiras cilíndricas transversais Scotch que alimentava dois motores verticais de tripla expansão com três cilindros, cada um girando uma hélice. O sistema tinha uma potência indicada de dez mil cavalos-vapor (7 360 quilowatts) para uma velocidade máxima de 16,5 nós (30,6 quilômetros por hora). A autonomia era de 4,3 mil milhas náuticas (oito mil quilômetros) a dez nós (dezenove quilômetros por hora). Sua tripulação tinha 38 oficiais e 530 marinheiros.
O armamento principal era de seis canhões de 283 milímetros montados em três torres de artilharia duplas; os canhões das torres de vante e ré eram do modelo calibre 40, enquanto aqueles da torre de meia-nau eram mais curtos do modelo calibre 35. O armamento secundário consistia em oito canhões calibre 35 de 105 milímetros e oito canhões calibre 30 de 88 milímetros montados em casamatas. Por fim, o armamento tinha seis tubos de torpedo de 450 milímetros em montagens giratórias acima da linha de flutuação. A blindagem do Kurfürst Friedrich Wilhelm era feita de aço-níquel Krupp, um novo e mais resistente tipo de aço. O cinturão principal tinha quatrocentos milímetros de espessura na cidadela central, onde protegia os depósitos de munição e salas de máquinas. O convés tinha sessenta milímetros, já as barbetas das torres de artilharia tinha trezentos milímetros.

## Carreira

### Serviço alemão

#### Primeiros anos

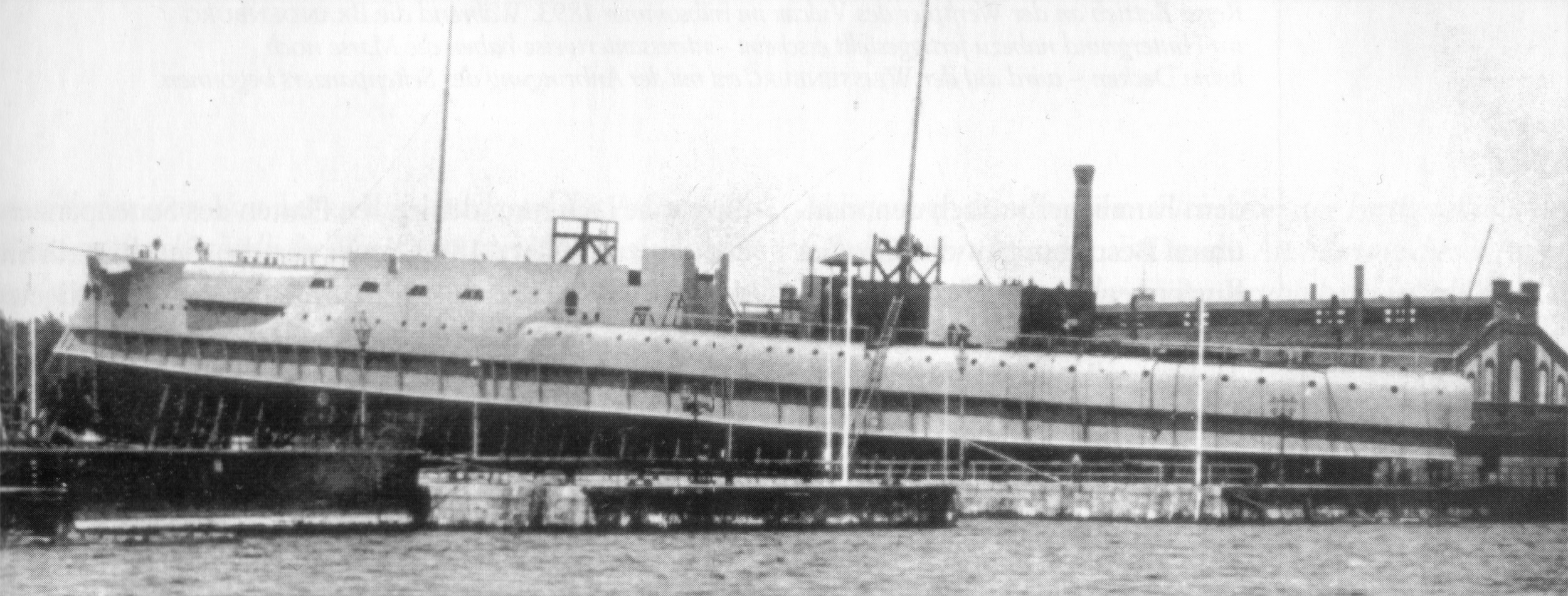
O casco do Kurfürst Friedrich Wilhelm em junho de 1891 pouco antes de seu lançamento

O Kurfürst Friedrich Wilhelm foi encomendado sob o nome provisório de "D", com seu batimento de quilha ocorrendo em março de 1890 no Estaleiro Imperial de Wilhelmshaven. Foi o primeiro navio de sua classe a ser lançado ao mar em 30 de junho de 1891. A cerimônia de lançamento teve a presença de Guilherme II e sua esposa, a imperatriz Augusta Vitória. Foi comissionado em na frota alemã em 29 de abril de 1894, mesmo dia que seu irmão SMS Brandenburg. Seu sistema de propulsão sofreu vários problemas durante seus testes marítimo, consequentemente o couraçado foi descomissionado para passar por reparos, sendo recomissionado em 1º de novembro. A construção do Kurfürst Friedrich Wilhelm custou 11,23 milhões de marcos de ouro. Foi designado para a I Divisão da I Esquadra de Batalha junto com seus irmãos. Substituiu o ironclad SMS Bayern em 16 de novembro como a capitânia da esquadra, inicialmente comandada pelo vice-almirante Hans von Koester. O Kurfürst Friedrich Wilhelm permaneceria como capitânia pelos seis anos seguintes. A I Divisão era acompanhada pelos quatro ironclads da Classe Sachsen da II Divisão, porém por volta de 1901 e 1902 estes foram substituídos pelos novos couraçados da Classe Kaiser Friedrich III. O navio se tornou local de treinamento para os futuros comandantes da Frota de Alto-Mar, incluindo os almirantes Reinhard Scheer e Franz von Hipper, ambos os quais serviram como oficiais de navegação do Kurfürst Friedrich Wilhelm na década de 1890.
A esquadra compareceu a cerimônias pela construção do Canal Imperador Guilherme em Kiel em 3 de dezembro de 1894. Depois disso foi para um cruzeiro de treinamento de inverno no Mar Báltico; foi o primeiro cruzeiro do tipo feito pela Marinha Imperial. Em anos anteriores, a maior parte da frota costumava ser desativada nos meses de inverno. A I Divisão ancorou em Estocolmo, na Suécia, de 7 a 11 de dezembro, durante as celebrações do aniversário de trezentos anos do nascimento do rei Gustavo II Adolfo da Suécia. O rei Óscar II deu uma recepção para uma delegação alemã, incluindo o príncipe Henrique da Prússia, irmão mais novo de Guilherme e o comandante do couraçado SMS Wörth. Os exercícios continuaram até os navios precisarem voltar para reparos. A altura das chaminés do Kurfürst Friedrich Wilhelm foram aumentadas durante esse período.

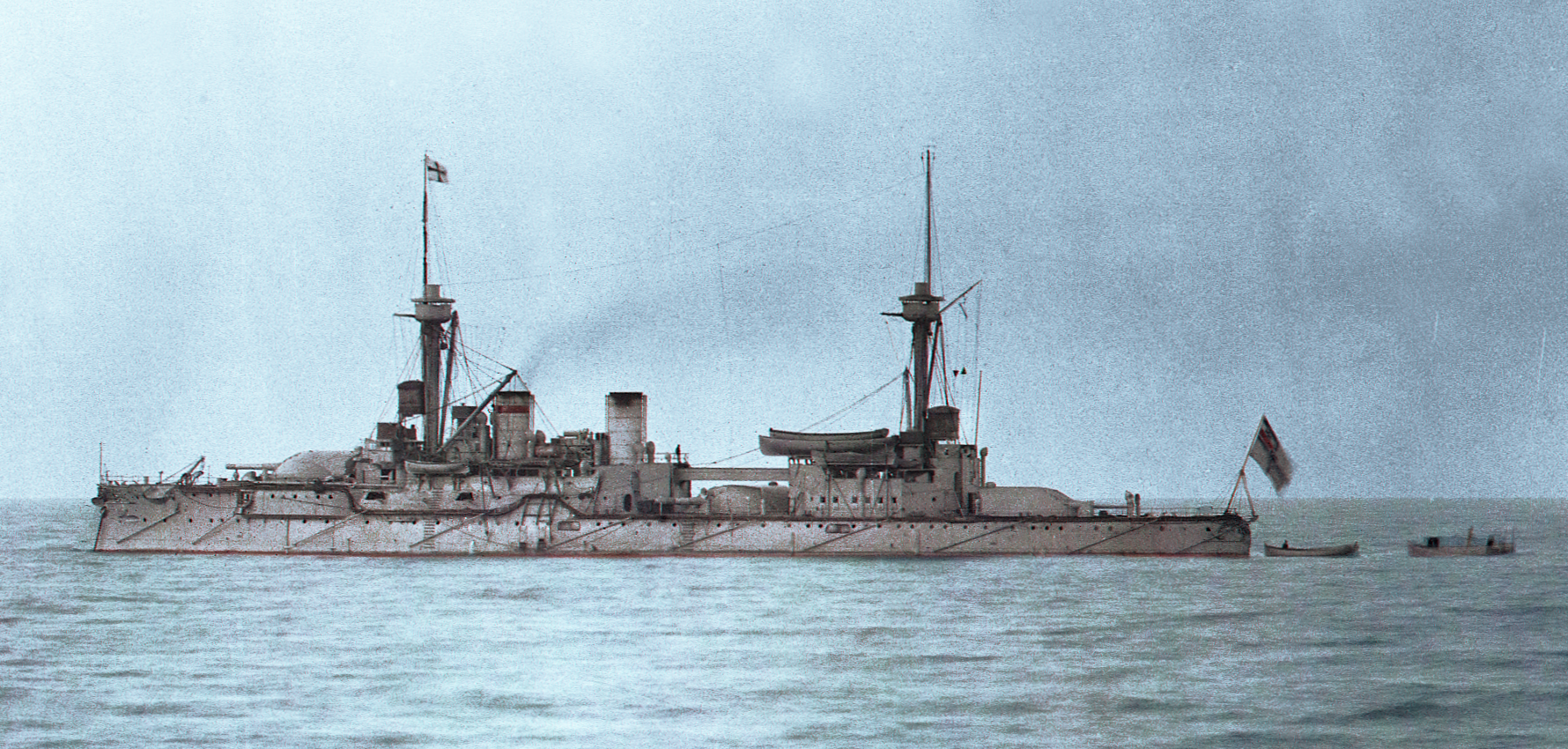
O Kurfürst Friedrich Wilhelm na Suécia

O ano de 1895 começou com viagens para a Heligolândia e Bremerhaven com o imperador a bordo. Depois ocorreram treinamentos individuais e divisionais, interrompidos por uma viagem ao Mar do Norte. Durante esta o Kurfürst Friedrich Wilhelm foi acompanhado pelo Brandenburg; os dois pararam em Lerwick nas Ilhas Shetland de 16 a 23 de março. Foi a primeira vez que unidades da principal frota alemã deixaram águas territoriais. O propósito dos exercícios era testar as embarcações em clima ruim; os dois couraçados tiveram um desempenho excelente. Mais manobras de frota ocorreram em maio no Báltico e terminaram com uma visita a Kirkwall, nas Ilhas Órcades. A esquadra voltou para Kiel no começo de junho, onde preparações estavam em andamento para a inauguração do Canal Imperador Guilherme. Exercícios táticos ocorreram na Baía de Kiel diante delegações estrangeiras para a inauguração.
Uma explosão ocorreu em 28 de junho em uma das pinaças do navio, matando sete tripulantes e ferindo seriamente o vice-almirante Wilhelm Starke. Mais exercícios de treinamento ocorreram até 1º de julho, quando a I Divisão zarpou para o Oceano Atlântico. Essa operação tinha motivos políticos; a Alemanha tinha sido capaz de enviar apenas um pequeno contingente (o cruzador protegido SMS Kaiserin Augusta, o navio de defesa de costa SMS Hagen e a corveta SMS Stosch) para uma demonstração naval internacional perto do litoral de Marrocos. A frota principal desta forma poderia dar apoio moral para a demonstração ao navegar pelo litoral da Espanha. Mares agitados novamente permitiram que o Kurfürst Friedrich Wilhelm e seus irmãos demonstrassem suas excelentes navegabilidades. A frota deixou Vigo, na Espanha, e parou em Queenstown, no Reino Unido. Guilherme compareceu à Regata de Cowes a bordo de seu iate SMY Hohenzollern enquanto o resto da frota ficou na Ilha de Wight.
A frota voltou para Wilhelmshaven em 10 de agosto e começou a se preparar para as manobras de outono. Os primeiros exercícios começaram na Angra da Heligolândia no dia 25 e frota depois atravessou o Skagerrak para o Báltico. Tempestades infligiram danos em muitos dos navios e o barco torpedeiro SMS S41 emborcou e afundou, com apenas três tripulantes sendo resgatados. A frota permaneceu brevemente em Kiel e então retomou os exercícios, incluindo exercícios de artilharia, no Kattegat e Grande Belt. As manobras principais começaram em 7 de setembro com a simulação de um ataque a partir de Kiel em direção ao leste do Báltico. Mais manobras ocorreram perto da Pomerânia e na Baía de Danzig. As manobras terminaram no dia 14 com uma revista naval para Guilherme em Jershöft. O Kurfürst Friedrich Wilhelm foi para uma doca seca em 1º de outubro para sua manutenção periódica. O ironclad SMS Baden temporariamente o substituiu como capitânia até os trabalhos terminaram no dia 30. O resto do ano transcorreu com treinamentos individuais, com exceção de uma curta viagem para Gotemburgo, na Suécia, de 5 a 9 de novembro. O couraçado foi acompanhado nesta viagem pelos ironclads SMS Sachsen e SMS Württemberg e o aviso SMS Pfeil. O Württemberg tornou-se a capitânia da esquadra em 9 de dezembro enquanto o Kurfürst Friedrich Wilhelm passava por reformas.

#### Rotina de exercícios

Os couraçados da Classe Brandenburg em Nieuwediep em maio de 1896

O ano de 1896 seguiu o mesmo padrão do ano anterior. Koester novamente fez do Kurfürst Friedrich Wilhelm sua capitânia em 10 de março. Treinamentos individuais foram realizados até abril, com treinamentos em esquadra no Mar do Norte ocorrendo entre o final de abril e início de maio. Esses terminaram com visitas a Flessingue e Nieuwediep, nos Países Baixos. Mais manobras do final de maio ao início de junho levaram o esquadra mais adentro do Mar do Norte, frequentemente para a Noruega. Visitaram Bergen de 11 a 18 de maio. Guilherme e vice-rei chinês Li Hongzhang acompanharam uma revista naval em Kiel. A frota se reuniu em Wilhelmshaven em 9 de agosto para os treinamentos anuais de outono. O Kurfürst Friedrich Wilhelm foi para uma doca seca passar por sua manutenção periódica ao final das manobras, com Koester transferindo sua capitânia para o Sachsen entre 16 de setembro e 3 de outubro. Ele novamente usou o ironclad como sua capitânia de 15 de dezembro até 1º de março de 1897.
O couraçado e o resto da frota operaram sob a rotina normal de treinamentos individuais e em unidade pela primeira metade de 1897. O comando naval considerou no início do ano enviar a I Divisão, incluindo o Kurfürst Friedrich Wilhelm, para outra demonstração próxima do Marrocos, desta vez para protestar o assassinato de dois cidadãos alemães, mas uma pequena esquadra de fragatas foi enviada em vez disso. A rotina normal foi interrompida no início de agosto quando Guilherme e Augusta Vitória foram visitar o imperador Nicolau II da Rússia em Kronstadt, com as duas divisões da I Esquadra o acompanhando. Voltaram para Danzig em 15 de agosto, onde encontraram o resto da frota para as manobras anuais de outono. Estes exercícios refletiram o pensamento tático do contra-almirante Alfred von Tirpitz, o novo Secretário de Estado do Escritório Naval Imperial, e do vice-almirante August von Thomsen, o novo comandante da I Esquadra. Essas novas táticas enfatizavam artilharia mais precisa, especialmente a distâncias maiores, porém as necessidades da formação de linha de batalha levaram a uma grande rigidez nas táticas. A ênfase de Thomsen em artilharia criou as fundações para a excelente artilharia alemã durante a Primeira Guerra Mundial. As manobras terminaram em 22 de setembro em Wilhelmshaven.

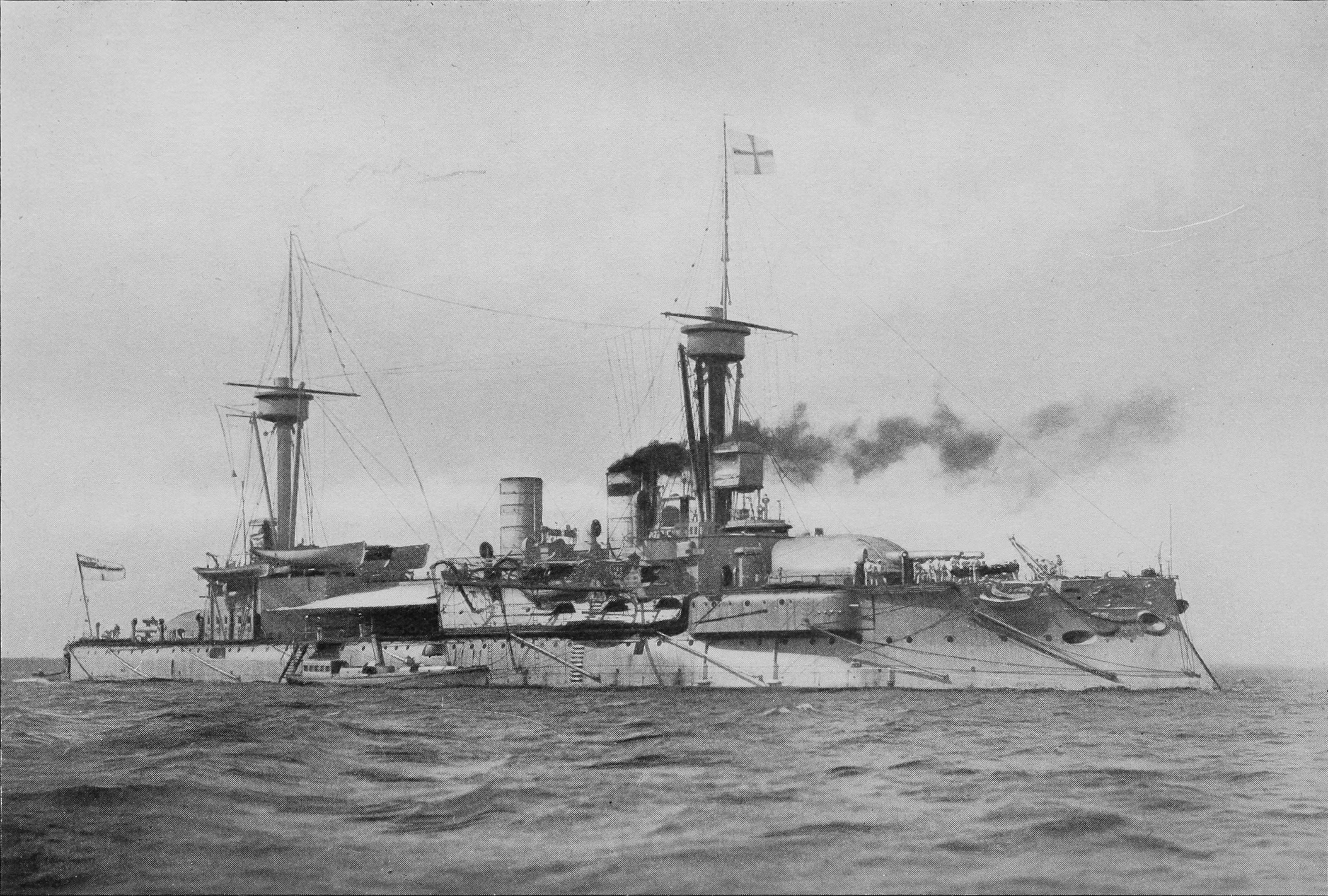
O Kurfürst Friedrich Wilhelm em 1899

A I Divisão realizou manobras no Kattegat e Skagerrak no início de dezembro, porém foram encurtadas por conta da escassez de oficiais e marinheiros. A frota seguiu a rotina normal de exercícios individuais e em frota por 1898 sem incidentes, porém uma viagem ao Reino Unido também ocorreu. Os navios pararam em Queenstown, Greenock e Kirkwall. A frota se reuniu em Kiel em 14 de agosto para as manobras anuais de outono. Elas terminaram com uma simulação de batalha no litoral de Meclemburgo-Schwerin e uma batalha campal na Baía de Danzig. Uma grande tempestade pegou a frota enquanto ela voltava para Kiel, danificando vários navios e afundando o barco torpedeiro SMS S58. A frota passou pelo Canal Imperador Guilherme e continuou manobras no Mar do Norte. Os treinamentos terminaram em 17 de setembro em Wilhelmshaven. A I Divisão realizou treinamentos de artilharia e torpedos na Baía de Eckernförde em dezembro, seguidos por treinamentos divisionais no Kattegat e Skagerrak. A divisão visitou Kungsbacka, na Suécia, durante essas manobras entre 9 e 13 de dezembro. Os navios voltaram para Kiel e foram passar por manutenção em docas secas.
O Kurfürst Friedrich Wilhelm participou em 5 de abril de 1899 de celebrações marcando os cinquenta anos da Batalha de Eckernförde, na Primeira Guerra do Eslésvico. A I e II Divisões, mais a Divisão de Reserva do Báltico, partiram em maio para um grande cruzeiro pelo Atlântico. A I Divisão parou em Dover e a II Divisão em Falmouth para reabastecerem carvão, com a primeira se encontrando com a segunda em Falmouth em 8 de maio. As duas unidades então seguiram para o Golfo da Biscaia e chegaram em Lisboa, em Portugal, em 12 de maio. Em seguida se encontraram com os oito couraçados e quatro cruzadores blindados da Frota do Canal britânica. O rei Carlos I de Portugal subiu a bordo do Kurfürst Friedrich Wilhelm para inspecioná-lo. A frota então partiu de volta para casa, parando novamente em Dover no dia 24. Participaram no local de uma revista naval em homenagem ao aniversário de oitenta anos da rainha Vitória do Reino Unido. Os navios voltaram para Kiel em 31 de maio.
A frota realizou manobras de esquadra no Mar do Norte em julho, incluindo exercícios de defesa litorânea junto com soldados do X Corpo em terra. A frota se reuniu em Danzig em 16 de agosto mais uma vez para embarcar nas manobras anuais de outono. Os exercícios começaram no Báltico e no dia 30 a frota passou pelo Kattegat e Skagerrak, navegando Mar do Norte adentro para mais manobras na Angra da Alemanha, que duraram até 7 de setembro. A terceira fase das manobras aconteceu no Kattegat e no Grande Belt de 8 a 26 de setembro, com as embarcações então voltando para casa e seguindo para suas manutenções anuais. O ano de 1900 começou com a mesma rotina de exercícios individuais e divisionais. As esquadra se encontraram em Kiel no fim de março, com treinamentos de torpedo e artilharia e uma viagem ao leste do Báltico ocorrendo em abril. A frota fez um grande cruzeiro de treinamento pelo Mar do Norte entre 7 e 26 de maio, fazendo paradas nas Ilhas Shetland dos dias 12 ao 15 e em Bergen de 18 a 22. Os couraçados da I Divisão foram transferidos para a II Divisão em 8 de julho, com a função de capitânia sendo passada para o novo couraçado SMS Kaiser Wilhelm II.

#### Levante dos Boxers
A primeira grande operação que o Kurfürst Friedrich Wilhelm participou foi em 1900, quando a I Divisão foi enviada para a China com o objetivo de subjugar o Levante dos Boxers. Nacionalistas chineses tinham cercado embaixadas estrangeiras em Pequim e assassinado o ministro alemão. A Esquadra da Ásia Oriental alemã na época consistia dos cruzadores protegidos Kaiserin Augusta, SMS Irene, SMS Hertha e SMS Hansa, o cruzador desprotegido SMS Gefion e as canhoneiras SMS Jaguar e SMS Iltis, porém Guilherme decidiu que uma força expedicionária era necessária para reforçar a Aliança das Oito Nações que tinha sido formada para derrotar os Boxers. Essa força consistiria no Kurfürst Friedrich Wilhelm e seus três irmãos, seis cruzadores, dez cargueiros, três barcos torpedeiros e seis regimentos de fuzileiros navais sob o comando do general-marechal de campo Alfred von Waldersee. O Kurfürst Friedrich Wilhelm foi a capitânia do contra-almirante Richard von Geißler, que assumiu o comando em 6 de julho.

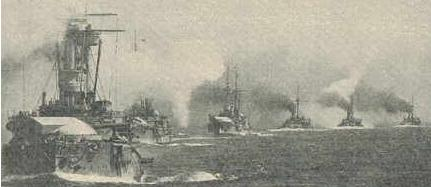
Navios alemães na China em 1900

Geißler relatou no dia seguinte que os navios estavam prontos e eles partiram em 9 de julho. Os quatro couraçados e o aviso SMS Hela passaram pelo Canal Imperador Guilherme e pararam em Wilhelmshaven para se encontrarem com o resto da força. As embarcações deixaram a Angra de Jade em 11 de julho. Pararam para reabastecer em Gibraltar entre 17 e 18 de julho e atravessaram o Canal de Suez nos dias 26 e 27. Reabasteceram de novo em Perim, em Adem, em 2 de agosto, em seguida entrando no Oceano Índico. Alcançaram Colombo, no Ceilão, em 10 de agosto e quatro dias depois passaram pelo Estreito de Malaca. Chegaram em Singapura em 18 de agosto e partiram cinco dias depois, chegando em Hong Kong em 28 de agosto. A força parou dois dias depois na rada externa de Wusong, próximo de Xangai. O Wörth foi destacado para dar cobertura ao desembarque dos soldados alemães perto dos Fortes de Taku, já o Kurfürst Friedrich Wilhelm e seus outros dois irmãos se juntaram o bloqueio do rio Yangtzé, juntando-se ao contingente britânico de dois couraçados, três cruzadores, quatro canhoneiras e um contratorpedeiro. Uma pequena frota chinesa rio acima não tentou enfrentar a força anglo-alemã.
O cerco em Pequim já tinha sido quebrado pelas forças dos outros membros da Aliança das Oito Nações quando a frota alemã chegou. O Kurfürst Friedrich Wilhelm e os outros navios alemães foram no início de setembro para o Mar Amarelo, onde Waldersee, que tinha recebido o comando de todas as forças terrestres da aliança, planejava ações mais contundentes contra portos no norte da China. O cruzador blindado SMS Fürst Bismarck, a capitânia da Frota da Ásia Oriental, fez reconhecimento dos portos de Shanhaiguan e Qinhuangdao em 3 e 4 de setembro. O Kurfürst Friedrich Wilhelm foi para Shanhaiguan e desembarcou uma força de cem homens ao mesmo tempo que sua equipe de torpedos limpava campos minados chineses. Depois disso voltou para Wusong enquanto as embarcações da Esquadra da Ásia Oriental permaneciam próximas dos dois portos. A situação na China tinha se acalmado e assim os quatro couraçados foram enviados no início de 1901 para passarem por manutenção em Hong Kong e Nagasaki, no Japão; o Kurfürst Friedrich Wilhelm foi para Nagasaki entre 4 e 23 de janeiro. A força expedicionária se reuniu em Tsingtao em março para exercícios táticos e de artilharia.
A frota expedicionária foi convocada de volta para casa em 26 de maio. Embarcou suprimentos em Xangai e zarpou em 1º de junho, parando em Singapura entre os dias 10 e 15 para reabastecer. Prosseguiu para Colombo, onde ficou de 22 a 26 de junho. Os navios navegaram contra as monções e foram forçados a reabastecerem carvão na Ilha de Mahé, nas Seicheles. Depois reabasteceram em Adem e em Porto Saíde. Chegaram em Cádis, na Espanha, em 1º de agosto, onde se encontraram com a I Divisão, navegando juntas até a Alemanha. Se separaram na Heligolândia e os navios da frota expedicionária foram visitados em 11 de agosto por Koester, nesta altura o Inspetor Geral da Marinha. Geißler deixou o Kurfürst Friedrich Wilhelm no dia seguinte e a frota expedicionária foi desfeita. A operação custou ao governo alemão mais de cem milhões de marcos de ouro.

#### Últimos anos

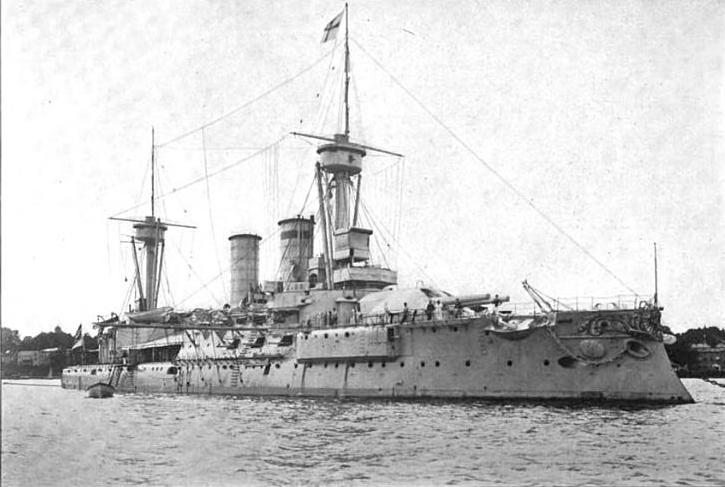
O Kurfürst Friedrich Wilhelm em 1903

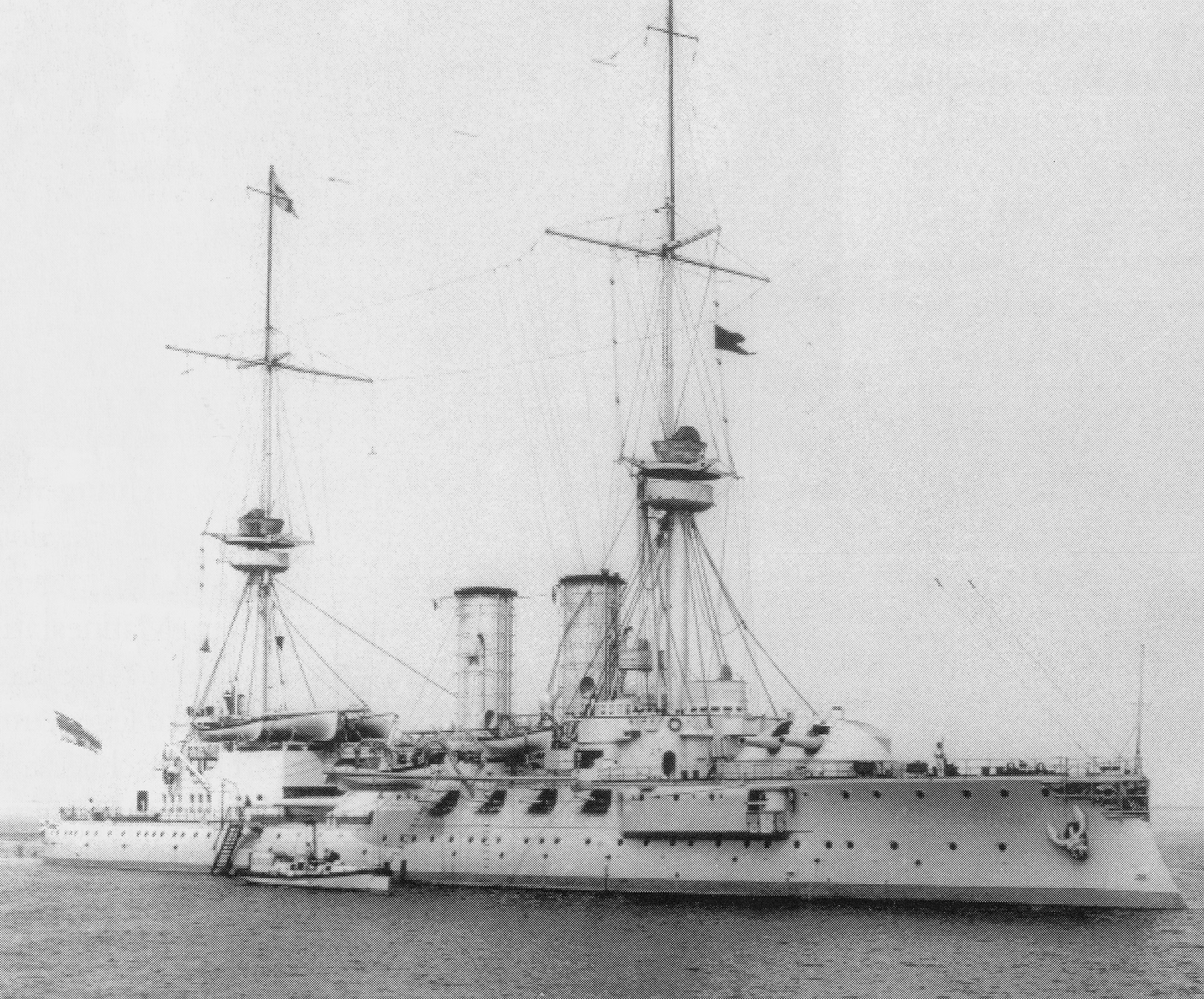
O Kurfürst Friedrich Wilhelm em 1910

O Kurfürst Friedrich Wilhelm foi para Kiel ao voltar da China, tornando-se em 14 de agosto a capitânia do contra-almirante Max von Fischel. Foi designado para a I Esquadra como a capitânia do segundo em comando para as manobras anuais de outono. Estes exercícios foram interrompidos por uma visita de Nicolau II, que subiu a bordo do Kurfürst Friedrich Wilhelm. Fischel foi substituído pelo contra-almirante Curt von Prittwitz und Gaffron em 24 de outubro. A frota partiu para um cruzeiro para Noruega no final de 1901, com o couraçado parando em Oslo. A embarcação ficou em uma doca seca para reparos entre dezembro e fevereiro de 1902.
O mesmo padrão de treinamento de 1901 se repetiu em 1902, com a I Esquadra zarpando em  em 25 de abril para um cruzeiro de treinamento. Foi para a Noruega e depois ao redor da Escócia até a Irlanda. Os navios voltaram para Kiel em 28 de maio. O Kurfürst Friedrich Wilhelm então participou das manobras anuais de outono, depois das quais foi descomissionado, sendo substituído como capitânia pelo novo couraçado SMS Wittelsbach. Os quatro membros da Classe Brandenburg foram tirados de serviço para passarem por reconstruções. Os trabalhos no Kurfürst Friedrich Wilhelm ocorreram no Estaleiro Imperial de Wilhelmshaven. As modificações incluíram o aumento de sua capacidade de carvão e adição de dois canhões de 105 milímetros. Os planos inicialmente previam a remoção da torre de artilharia de meia-nau em favor de uma bateria de canhões médios, mas isto seria muito caro. O navio foi o último a passar pelas modificações, que terminaram em 14 de dezembro de 1905.
O navio foi designado em 1º de janeiro de 1906 para a II Esquadra e serviu de capitânia primeiro para o contra-almirante Henning von Holtzendorff e depois nas manobras de outono para o contra-almirante Adolf Paschen. A frota realizou suas rotinas normais de treinamento individual e em unidade, interrompidos apenas por um cruzeiro para Noruega entre meados de julho e início de agosto. As manobras anuais de outono ocorreram normalmente. O Kurfürst Friedrich Wilhelm foi colocado como a capitânia do segundo em comando da I Esquadra da recém-criada Frota de Alto-Mar, mas foi tirado do serviço ativo ao final de 1906 e substituído pelo novo couraçado SMS Pommern.
O Kurfürst Friedrich Wilhelm foi designado para a Esquadra de Reserva no Mar do Norte em 1º de outubro de 1907, formação que tinha sido criada no início do ano para treinar novas tripulações. Seus três irmãos também foram colocados na unidade; seus deveres consistiam normalmente de cruzeiros de treinamento pelo Mar do Norte. Operou com a Esquadra de Treinamento entre 5 e 25 de abril de 1908 junto com a capitânia, o cruzador protegido SMS Vineta. A Esquadra de Reserva contribuiu em setembro com embarcações para as manobras de outono; o Kurfürst Friedrich Wilhelm serviu de capitânia da formação, sendo acompanhado pelos navios de defesa de costa SMS Ägir e SMS Frithjof, os lança-minas SMS Nautilus e SMS Albatross, e os antigos avisos Pfeil, SMS Blitz e SMS Zieten. A esquadra foi organizada em Cuxhaven e juntou-se à Frota de Alto-Mar na Angra da Alemanha em 8 de setembro. Participaram dos principais exercícios perto da Heligolândia, com a esquadra sendo dissolvida ao final das manobras no dia 12.
O couraçado passou por sua manutenção periódica de inverno e voltou para a Esquadra de Reserva em janeiro de 1909. Passou a operar na Esquadra de Treinamento novamente a partir de 27 de março. Navegou pelo centro do Báltico entre 30 de março e 24 de abril nas águas próximas da Rúgia. Toda a Esquadra de Reserva participou das manobras de outono em agosto, porém o couraçado SMS Schwaben substituiu o Kurfürst Friedrich Wilhelm como capitânia. Este depois foi transferido para a VII Divisão da Esquadra de Reserva. Continuou nesta rotina até o início de 1910; operou com a Esquadra de Treinamento de 4 a 29 de abril e navegou pelo Skagerrak e oeste do Báltico. O navio estava programado para participar das manobras de outono, mas pouco antes da frota se reunir ele e seu irmão SMS Weissenburg foram vendidos para o Império Otomano.

### Serviço otomano

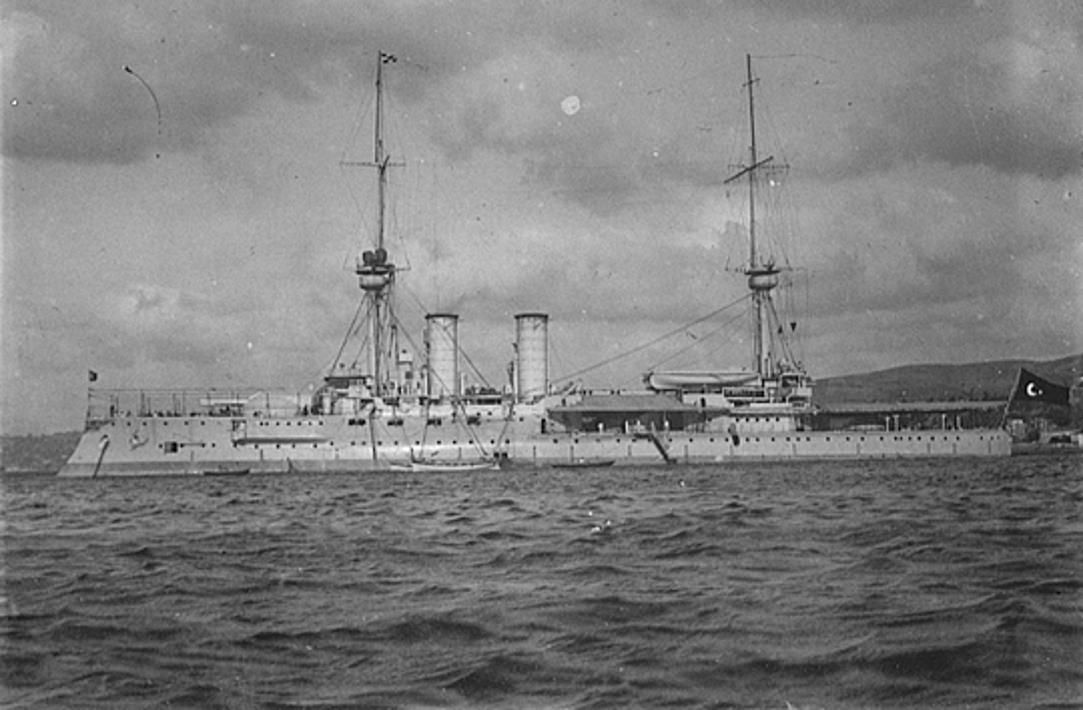
O Barbaros Hayreddin c. 1910–1914

O adido militar alemão no Império Otomano começou a conversar com a Marinha Otomana no final de 1909 sobre a possibilidade de venda de navios de guerra alemães aos otomanos a fim de fazer frente à expansão naval da Grécia. Seguiram-se longas negociações, incluindo tentativas otomanas de comprar um ou mais dos novos cruzadores de batalha SMS Von der Tann, SMS Moltke ou SMS Goeben, com os alemães finalmente se oferecendo para vender os quatro couraçados da Classe Brandenburg por dez milhões de marcos de ouro. O otomanos escolheram comprar apenas o Kurfürst Friedrich Wilhelm e o Weissenburg, pois estes eram os mais avançados dos quatro. Os navios foram renomeados para Barbaros Hayreddin e Turgut Reis, respectivamente, em homenagem a dois famosos almirantes otomanos do século XVI: Barba Ruiva e Dragute. Eles foram transferidos em 1º de setembro de 1910 e tripulações alemãs os levaram para Constantinopla junto com quatro novos barcos torpedeiros que tinham sido comprados também. Entretanto, a Marinha Otomana teve grandes dificuldades para tripular o Barbaros Hayreddin e Turgut Reis, precisando transferir recrutas treinados do resto da frota apenas para formarem tripulações para os couraçados. Ambos passaram a sofrer de problemas nos condensadores depois de entrarem no serviço otomano, o que reduziu suas velocidades máximas para oito a dez nós (quinze a dezenove quilômetros por hora).
A Itália declarou guerra contra o Império Otomano em setembro de 1911, iniciando a Guerra Ítalo-Turca. Os dois couraçados e o antigo ironclad Mesudiye, que tinha sido construído na década de 1870, estavam em um cruzeiro de treinamento desde julho e assim preparados para um conflito. O Barbaros Hayreddin e o resto da frota estavam ancorados em Beirute em 1º de outubro. A frota zarpou para Constantinopla no dia seguinte para passarem por reparos em preparação para enfrentarem a frota italiana. Mesmo assim, a maior parte da frota otomana, incluindo os dois couraçados, permaneceram ancorados e inativos por toda a guerra. O Barbaros Hayreddin e o Turgut Reis estavam em péssima condição material ao final do conflito. Seus telêmetros e guindastes de munição das baterias principais tinham sido removidos, os telefones de bordo não funcionavam, os tubos das bombas d'água estavam muito enferrujados, a maior parte das comportas estanques não fechavam e os condensadores continuavam a ser um problema.

#### Guerras dos Balcãs
A Primeira Guerra Balcânica começou em outubro de 1912 quando a Liga Balcânica atacou o Império Otomano depois da guerra contra a Itália ter revelado o tamanho das fraquezas otomanas. A condição do Barbaros Hayreddin, assim como da maioria dos navios otomanos, tinha deteriorado significativamente. O couraçado realizou treinamentos de artilharia junto com outros navios capitais, escoltou comboios e bombardeou instalações litorâneas durante a guerra. O Barbaros Hayreddin e o Turgut Reis navegaram para İğneada em 17 de outubro, bombardeando dois dias depois posições de artilharia búlgaras perto de Varna. O Barbaros Hayreddin retornou para as proximidades de Varna no dia 30 para bloquear o porto junto com o contratorpedeiro Nümune-i Hamiyet. Os dois couraçados bombardearam posições búlgaras em 17 de novembro com a ajuda de observadores em terra com o objetivo de prestar apoio ao I Corpo. A precisão dos disparos foi ruim, mas proporcionou um aumento de moral para os soldados otomanos defendendo Çatalca. De 15 a 20 de novembro ficou em Büyükçekmece junto com seu irmão e outros navios, mas não realizaram ações contra as pequenas forças navais búlgaras.
A frota otomana foi reorganizada em dezembro em uma divisão blindada, com o Barbaros Hayreddin como capitânia, duas divisões de contratorpedeiros e uma quarta divisão para operações independentes. A divisão blindada tentou quebrar o bloqueio naval grego de Dardanelos pelos dois meses seguintes, algo que resultou em duas batalhas.

##### Batalha de Elli
Os otomanos tentaram atacar Imbros em 16 de dezembro de 1912. A frota deixou Dardanelos às 9h30min; as embarcações menores permaneceram na entrada do estreito enquanto os couraçados navegaram norte próximos do litoral. Uma flotilha grega, que incluía o cruzador blindado Georgios Averof e os três ironclads da Classe Hydra, zarpou de Lemnos, alterando seu curso para nordeste para bloquear o avanço dos otomanos. Estes abriram fogo às 9h40min de uma distância de catorze quilômetros. O Georgios Averof cinco minutos depois passou para o outro lado da frota otomana, colocando-os na posição desfavorável de estarem sendo alvejados de ambos os lados. Os otomanos inverteram seu rumo às 9h50min, seguindo de volta para Dardanelos. Entretanto, a virada foi mal executada e os navios saíram de formação, bloqueando os disparos um do outro.
Os dois lados cessaram fogo às 10h17min e os otomanos recuaram para a segurança de Dardanelos. Os navios chegaram no porto às 13h00min e transferiram os seus feridos para o navio-hospital Resit Paşa. A batalha foi considerada uma vitória grega porque a frota otomana permaneceu bloqueada. O Barbaros Hayreddin foi acertado duas vezes no confronto. O primeiro projétil acertou o convés de popa e matou cinco tripulantes designados para a equipe de controle de danos. O segundo projétil emperrou a torre de artilharia de ré e a deixou fora de ação. Fragmentos deste acerto danificaram várias caldeiras e causaram um incêndio em um dos depósitos de carvão.
Marinha e Exército Otomanos tentaram desembarcar em Bozcaada em 4 de janeiro de 1913 com o objetivo de retomarem a ilha. O Barbaros Hayreddin e o resto da frota deram suporte para a operação, mas a chegada da frota grega forçou os otomanos a interromperem a operação e recuarem de volta para casa. Os gregos também recuaram e vários cruzadores otomanos abriram fogo enquanto os dois lados iam embora, mas não houve acertos. O Barbaros Hayreddin retornou para Çanakkale dentro de Dardanelos às 15h30min. A frota fez uma patrulha fora do estreito no dia 10. Encontraram vários contratorpedeiros gregos e os fizeram recuar, mas não infligiram danos.

##### Batalha de Lemnos

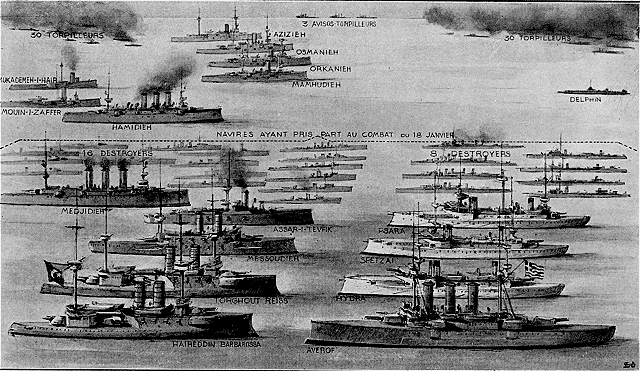
Ilustração francesa da ordem de batalha da Batalha de Lemnos

Os otomanos elaboraram um plano para atrair Georgios Averof, que era um navio muito mais rápido, para longe de Dardanelos. O cruzador protegido otomano Hamidiye conseguiu passar pelo bloqueio grego e entrar no Mar Egeu na noite de 13 para 14 de janeiro em uma tentativa de atrair o navio grego para uma perseguição. Entretanto, o contra-almirante grego Pavlos Kountouriotis não destacou o Georgios Averof. Os otomanos descobriram dias depois que o cruzador grego permanecia com a frota, porém o capitão de galeão Ramiz Numan Bey, o comandante da frota otomana, decidiu atacar a frota inimiga do mesmo jeito.
O Barbaros Hayreddin, Turgut Reis, Mesudiye e outras unidades deixaram Dardanelos às 8h20min do dia 18 e navegaram em direção de Lemnos a uma velocidade de onze nós (vinte quilômetros por hora). O Barbaros Hayreddin estava na vanguarda da linha, com uma flotilha de contratorpedeiros em cada lateral da formação. O Georgios Averof, os três ironclads da Classe Hydra e cinco contratorpedeiros interceptaram os otomanos aproximadamente doze milhas náuticas (22 quilômetros) de Lemnos. O cruzador protegido otomano Mecidiye avistou os gregos às 10h55min e a frota virou para o sul a fim de enfrentá-los.
Um duelo de artilharia de longa distância começou às 11h55min e durou duas horas, com a frota otomana abrindo fogo a uma distância de oito quilômetros. Eles concentraram seus disparos no Georgios Averof, que abriu fogo ao meio-dia. Os gregos tentaram cruzar o "T" otomano às 12h50min, mas o Barbaros Hayreddin virou para o norte para bloquear essa manobra. Numan destacou o Mesudiye depois deste ser seriamente danificado às 12h55min. Por volta do mesmo momento o Barbaros Hayreddin foi atingido na torre de meia-nau, com todos os artilheiros da torre sendo mortos. O navio foi atingido mais vezes na superestrutura; estes causaram poucos danos, mas criaram fumaça que foi sugada para a sala de caldeiras e fizeram sua velocidade cair para cinco nós (9,3 quilômetros por hora). O Turgut Reis assumiu a vanguarda da formação e Numan decidiu recuar.
O Georgios Averof aproximou-se até 4,6 quilômetros e acertou os navios otomanos em retirada várias vezes. Os otomanos aproximaram-se do litoral às 14h00min, dentro do alcance das baterias costeiras, forçando os gregos a recuar. Tanto o Barbaros Hayreddin quanto o Turgut Reis tiveram uma barbeta incapacitada e ambos sofreram incêndios. Os dois couraçados dispararam juntos aproximadamente oitocentos projéteis, a maioria de seus canhões principais de 283 milímetros, mas sem acertarem.

##### Outras operações
A Marinha Otomana deu apoio em 8 de fevereiro para um ataque anfíbio contra Şarköy. O Barbaros Hayreddin e Turgut Reis, mais vários cruzadores, zarparam às 5h50min e chegaram por volta das 9h00min. A frota otomana proporcionou suporte de artilharia a uma distância de aproximadamente um quilômetro. Os navios apoiaram o flanco esquerdo assim que os soldados desembarcaram. A resistência búlgara forçou os otomanos a recuarem, porém este recuo foi bem sucedido em parte por causa do suporte de artilharia dos dois couraçados e o resto da frota. O Barbaros Hayreddin disparou 250 projéteis de 105 milímetros e 180 projéteis de 88 milímetros.
O navio voltou para o Mar Negro em março para continuar a dar apoio para a guarnição de Çatalca, que estava novamente sob ataque de forças búlgaras. Projéteis disparados pelo Barbaros Hayreddin e Turgut Reis ajudaram a frustrar um avanço da 2ª Brigada da 1ª Divisão de Infantaria búlgara. O franco esquerdo da linha otomana se virou no dia 30 para perseguir os búlgaros em retirada. Seu avanço teve o apoio de artilharia de peças de campo e do Barbaros Hayreddin, com o ataque fazendo os otomanos ganharem por volta de 1,5 quilômetros até o anoitecer. Os búlgaros em resposta trouxeram a 1ª Brigada para o fronte e forçaram os otomanos a recuarem para sua posição inicial.

#### Primeira Guerra Mundial

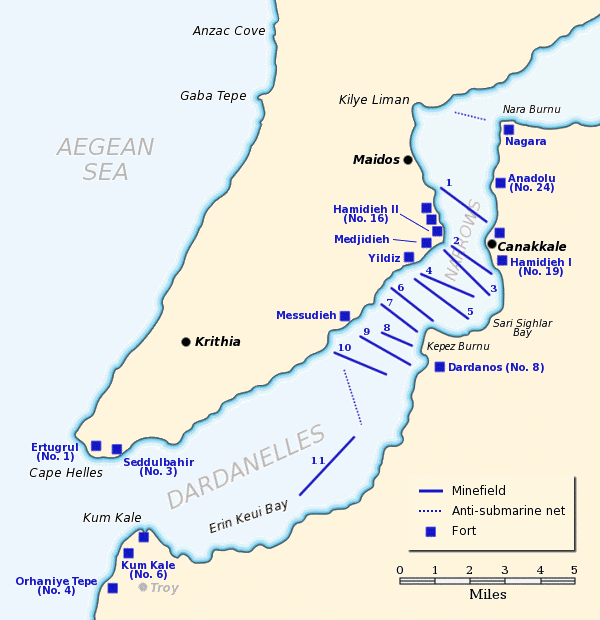
Mapa mostrando as defesas otomanas em Dardanelos em 1915

A Primeira Guerra Mundial começou em agosto de 1914, porém os otomanos inicialmente permaneceram neutros. Uma reforma no Barbaros Hayreddin começou em Constantinopla em 3 de agosto. Engenheiros alemães inspecionaram o couraçado e outros navios e descobriram que estavam em condições seriamente deterioradas. Reparos não podiam ser realizados e apenas munição, carvão e outros suprimentos podiam ser carregados. O Goeben foi transferido para a Marinha Otomana no início da guerra e suas ações levaram a Rússia, França e Reino Unido a declararem guerra contra o Império Otomano. Alguns dos canhões do Barbaros Hayreddin foram removidos entre 1914 e 1915 e usados para fortalecer as defesas litorâneas de Dardanelos. Enquanto isso, foi usado como bateria flutuante na base de Nara junto com o Turgut Reis. Eles inicialmente foram imobilizados, mas algum vapor passou a ser mantido em suas caldeiras para que pudessem se mover rapidamente à medida que a ameaça de submarinos britânicos cresceu.
O Barbaros Hayreddin voltou para Constantinopla em 11 de março de 1915, já que o alto comando naval tinha determinado que os dois couraçados não eram necessários juntos o tempo todo. Pelos meses seguintes eles se alternaram em viagens para Constantinopla. Ambos bombardearam desembarques britânicos em 25 de abril durante o primeiro dia da Campanha de Galípoli. O décimo quinto projétil disparado pelo Barbaros Hayreddin no bombardeio detonou dentro do cano direito da torre de artilharia de meia-nau, destruindo a arma. Um acidente semelhante aconteceu a bordo do Turgut Reis em junho, assim os dois navios foram tirados de serviço. Os britânicos desembarcaram mais tropas em Suvla em 7 de agosto, com o Barbaros Hayreddin sendo enviado para dar suporte para as defesas locais. Além disso, foi carregado com uma grande quantidade de munição para reabastecer o Quinto Exército. Foi interceptado no dia seguinte à caminho da área pelo submarino britânico HMS E11, estando perto de Bulair no Mar de Mármara escoltado por apenas um punico barco torpedeiro. O E11 acertou o Barbaros Hayreddin com um torpedo; os danos foram enormes e o navio emborcou em apenas sete minutos depois, mas permaneceu flutuando por mais alguns minutos antes de afundar. Vinte e um oficiais e 237 marinheiros morreram. Os sobreviventes foram resgatados pela escolta e por outro barco torpedeiro que estava patrulhando a área.